# Pilar (ort i Brasilien, Alagoas, Pilar, lat -9,60, long -35,96)
Pilar är en ort i Brasilien.   Den ligger i kommunen Pilar och delstaten Alagoas, i den östra delen av landet, 1 500 km nordost om huvudstaden Brasília. Pilar ligger 125 meter över havet och antalet invånare är 30 617. Den ligger vid sjön Lagoa Manguaba.
Terrängen runt Pilar är platt österut, men västerut är den kuperad. Runt Pilar är det ganska tätbefolkat, med 129 invånare per kvadratkilometer.. Närmaste större samhälle är Rio Largo, 17,4 km nordost om Pilar.
Omgivningarna runt Pilar är en mosaik av jordbruksmark och naturlig växtlighet.